# Бачурський Олександр Георгійович
Олекса́ндр Гео́ргійович Бачу́рський — прапорщик Збройних сил України, учасник російсько-української війни.
Станом на лютий 2019 року проживає в місті Кропивницький.

## Нагороди
6 жовтня 2014 року — за особисту мужність і героїзм, виявлені у захисті державного суверенітету та територіальної цілісності України, вірність військовій присязі під час російсько-української війни, відзначений — нагороджений орденом «За мужність» III ступеня.